# 103. østlige længdekreds
Den 103. østlige længdekreds (eller 103 grader østlig længde) er en længdekreds, der ligger 103 grader øst for nulmeridianen. Den løber gennem Ishavet, Asien, det Indiske Ocean, det Sydlige Ishav og Antarktis.